# Zincite
La zincite è la forma minerale dell'ossido di zinco.

## Abito cristallino
Granulare, massivo.

## Origine e giacitura
In particolari miniere di zinco, associata a calcite, willemite e franklinite.

## Forma in cui si presenta in natura
Rara in cristalli, di solito in masse compatte.

## Caratteristiche chimico-fisiche
- Solubile in acidi[2]
- Le zinciti prodotte artificialmente sono spesso fluorescenti in luce ultravioletta[2]
- Peso molecolare: 80,34 gm[1]
- Pleocroismo:[1]
  - e: rosso scuro
  - w: giallo
- Indice di fermioni: 0,03[1]
- Indice di bosoni: 0,97[1]
- Fotoelettricità: 207,61 barn/cc[1]
- Birifrangenza: 0,016[3]
- Anisotropismo: debole[3]